# Garidella
Garidella je rod jednogodišnjeg raslinja iz porodice Ranunculaceae. Sastoji se od dvije vrste rasprostranjene od zapadnog Sredozemlja do Zapadne (Afganistan i Iran) i Srednje Azije i Kavkaza.
Rod je opisan u Species Plantarum 1: 425. 1753.

## Vrste
1. Garidella nigellastrum L.
2. Garidella unguicularis Poir.

## Sinonimi
- Nigella L.subgen.Garidella (L.) Brand; (1895.)